# ルノー・スペシメン
ルノー・スペシメン(Reanult Specimen)とは、ベネリからOEM供給を受けてルノー・スポールが発売していた原付スクーター、小型自動二輪車スクータータイプのオートバイである。

## 概要
2002年に発売されたオートバイである。ベネリとOEM提携を結んだルノーから発売されていた4車種の一つで、販売管理はルノー・スポールが行っていた。2003年にルノーがスクーターから撤退するまで開発され続け、50と100が発売された。

## モデル一覧

### スペシメン50
2002年にルノー・スポールより発売された。日本未発売。

### スペシメン100
2003年にルノー・スポールから発売された。日本未発売。

## 関連車種
その他のOEM
- ルノー・クラノス
- ルノー・キャンパス
- ルノー・フルタイム